# Percy John Daniell

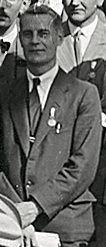
Percy John Daniell

Percy John Daniell (* 9. Januar 1889 in Valparaíso; † 25. Mai 1946) war britischer Mathematiker, der für die Einführung des Daniell-Integrals sowie den Satz von Daniell-Kolmogorov bekannt ist.

## Leben
Daniell kehrte mit seiner Familie (sein Vater war Exportkaufmann aus Birmingham) 1895 von Chile nach England zurück, ging in Birmingham zur Schule und studierte ab 1907 mit einem Stipendium an der Universität Cambridge (Trinity College). 1909 war er dort in den Tripos-Prüfungen für Mathematik der letzte Senior Wrangler, also der Absolvent mit der höchsten Punktzahl. Kurz darauf wurde auf Initiative von Godfrey Harold Hardy und anderen das System abgeschafft (die Rangfolge wurde nicht mehr öffentlich bekannt gemacht, sondern nur privat dem Studenten mitgeteilt).  Danach nahm er auch noch an den Natural Science Tripos teil, bei denen er 1911 auch unter die Besten kam. Zum Abschluss seiner Studien gewann er den Rayleigh-Preis in Cambridge mit einem Aufsatz zur Beugungstheorie.
Danach war er an der Universität Liverpool als Assistant Lecturer in Mathematik, wo William Henry Young sein Kollege war. Ab 1914 war er am Rice Institute in Houston in Texas, das ihn zuvor ein Jahr 1912/13 an die Universität Göttingen zum Aufbaustudium bei Max Born und David Hilbert schickte, wo er vor allem theoretische Physik studieren sollte. Dort entstand eine gemeinsame Publikation mit Ludwig Föppl über Borns Theorie des starren Körpers in der Relativitätstheorie (Teil der damaligen Elektronentheorie). Am Rice Institute war er Assistant Professor für Angewandte Mathematik und wandte sich dort der Analysis und Wahrscheinlichkeitstheorie zu (mit einem Nebeninteresse in mathematischer Logik). Der eigentliche Analysis-Professor dort war Griffith C. Evans. 1920 erhielt Daniell eine volle Professur.
1923 kehrte er nach England zurück und wurde Professor an der University of Sheffield. Diese war in einem Zentrum der britischen Stahlindustrie und er leistete auch einige angewandte mathematische Arbeit auf diesem Gebiet. Im Zweiten Weltkrieg beriet er das britische Versorgungsministerium, wobei er sich mit Statistik befasste, und war an mehreren Forschungsprojekten zur automatischen Steuerung beteiligt. Aufgrund von Arbeitsüberlastung litt seine Gesundheit und er erlitt einen Zusammenbruch, in dessen Folge er kurz nach dem Krieg starb.
Seine verallgemeinerte Integrationstheorie (Daniell oder Daniell-Stone-Integral) führte er 1918 ein und baute sie in den 1920er Jahren aus, mit Publikationen bis 1928. Die Arbeiten fanden damals die Aufmerksamkeit von Henri Lebesgue und wurden bald nach ihrem Erscheinen von Norbert Wiener in seinen eigenen Arbeiten über Brownsche Bewegung benutzt. Daniell führt sein Integral über eine Reihe von Axiomen für lineare Funktionale in Funktionenräumen ein und vermeidet im Gegensatz zum Lebesgue-Integral (zu dem es in vielen Fällen äquivalent ist) die abstrakte Maßtheorie. Da es die Maßtheorie vermeidet war es teilweise Mitte des 20. Jahrhunderts populär, heute wird aber in der Lehre Maßtheorie und Lebesgue-Integral bevorzugt.
Ein Produkt seiner Arbeit im Zweiten Weltkrieg über Zeitreihen war das später Daniell-Fenster genannte Verfahren zur Abschätzung von Spektraldichten.
Er ist auch bekannt für den Satz von Daniell-Kolmogorov in der Theorie stochastischer Prozesse.
Er war Vizepräsident der London Mathematical Society. 1922 erhielt er einen Sc. D. in Cambridge.
Er war seit 1914 mit Nancy Hartshorne verheiratet, mit der er zwei Söhne und zwei Töchter hatte.

## Schriften
- A general form of integral, Annals of Mathematics, Band 19, 1918, S. 279–294
- Integrals in an infinite number of dimensions, Annals of Mathematics, Band 20, 1919, S. 281–288.
- Functions of limited variation in an infinite number of dimensions, Annals of Mathematics, Band 21, 1919, S. 30–38
- Further properties of the general integral, Annals of Mathematics, Band 21, 1920, S. 203–220
- Integral products and probability, American Journal of Mathematics, Band 43, 1921, S. 143–162
- The Integral and its generalization, Rice Institute Pamphlets, Band 8, 1921, Online